# Pieris
Pour l’article homonyme, voir Pieris (plante).
Genre
Pieris est un genre de lépidoptères (papillons) de la famille des Pieridae et la sous-famille des Pierinae.

## Liste des espèces et distributions géographiques
D'après Funet :
- Pieris brassicae (Linnaeus, 1758) — la Piéride du chou — Eurasie et Afrique du Nord.
- Pieris cheiranthi (Hübner, [1823]) — la Piéride de la capucine — îles Canaries.
- Pieris wollastoni (Butler, 1886) — Madère — souvent considérée comme une sous-espèce de Pieris brassicae ou de P. cheiranthi.
- Pieris naganum (Moore, 1884) — Asie du Sud-Est.
- Pieris deota (de Nicéville, [1884]) — Himalaya.
- Pieris eitschbergeri Lukhtanov, 1996 — Kirghizistan.
- Pieris tadjika Grum-Grshimailo, 1888 — Turkestan.
- Pieris napi (Linnaeus, 1758) — la Piéride du navet — Eurasie et Afrique du Nord.
- Pieris banghaasi Sheljuzhko, 1910 — Tian Shan, Kirghizistan.
- Pieris ajaka Moore, 1865 — Cachemire.
- Pieris oleracea (Harris, 1829) — la Piéride des crucifères – Nord de l'Amérique du Nord.
- Pieris marginalis Scudder, 1861 – Ouest de l'Amérique du Nord.
- Pieris angelika Eitschberger, [1984] – Nord-Ouest de l'Amérique du Nord.
- Pieris bryoniae (Hübner, [1806]) — la Piéride de la bryone ou Piéride de l'arabette – montagnes d'Eurasie
- Pieris pseudorapae (Verity, 1908) — Moyen-Orient — parfois considérée comme une sous-espèce de Pieris napi.
- Pieris persis (Verity, 1922) — Iran.
- Pieris bowdeni Eitschberger, 1984 — Turquie, Iran et Transcaucasie.
- Pieris narina Verity, 1908 — Tian Shan.
- Pieris ochsenheimeri Staudinger, 1886 — montagnes d'Asie centrale.
- Pieris euorientis (Verity, 1908) — Altaï, Yakoutie.
- Pieris dulcinea (Butler, 1882) — Extrême-Orient.
- Pieris melete Ménétriés, 1857 — du Nord de l'Inde à l'Extrême-Orient.
- Pieris pseudonapi Verity, 1911 — Japon, Sakhaline.
- Pieris nesis Fruhstorfer, 1909 — Japon, Sakhaline.
- Pieris canidia (Linnaeus, 1768) — Asie du Sud, de l'Est et du Sud-Est.
- Pieris extensa Poujade, 1888 — Chine, Inde.
- Pieris rapae (Linnaeus, 1758) — la Piéride de la rave — Eurasie, Afrique du Nord, Amérique du Nord, Océanie.
- Pieris mannii (Mayer, 1851) — la Piéride de l'ibéride — Europe du Sud, Afrique du Nord, Proche-Orient.
- Pieris ergane (Geyer, [1828]) — la Piéride de l'æthionème — Europe du Sud, Moyen-Orient.
- Pieris krueperi Staudinger, 1860 — la Piéride de l'alysson — Balkans, Moyen-Orient, Asie centrale.
- Pieris mahometana Grum-Grshimailo, 1888 — Pamir.
- Pieris balcana Lorkovic, 1970 — Balkans.
- Pieris virginiensis Edwards, 1870 — la Piéride de Virginie — Appalaches et région des Grands Lacs.
- Pieris erutae Poujade, 1888 — Chine.
- Pieris brassicoides Guérin-Méneville, 1849 — Afrique de l'Est.
- Pieris shangrilla Tadokoro, Shinkawa & Wang, 2013 — Chine.

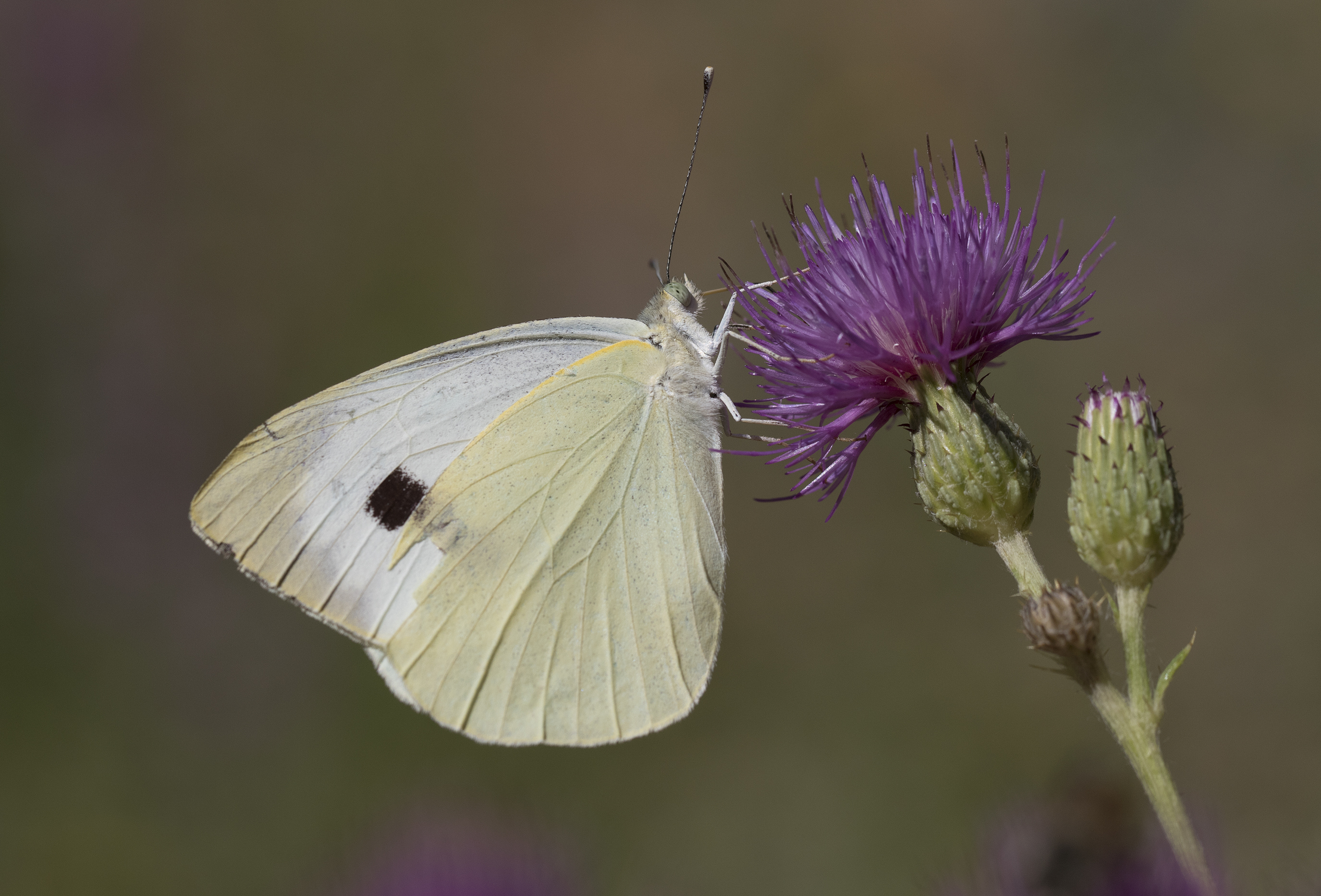
Pieris brassicae
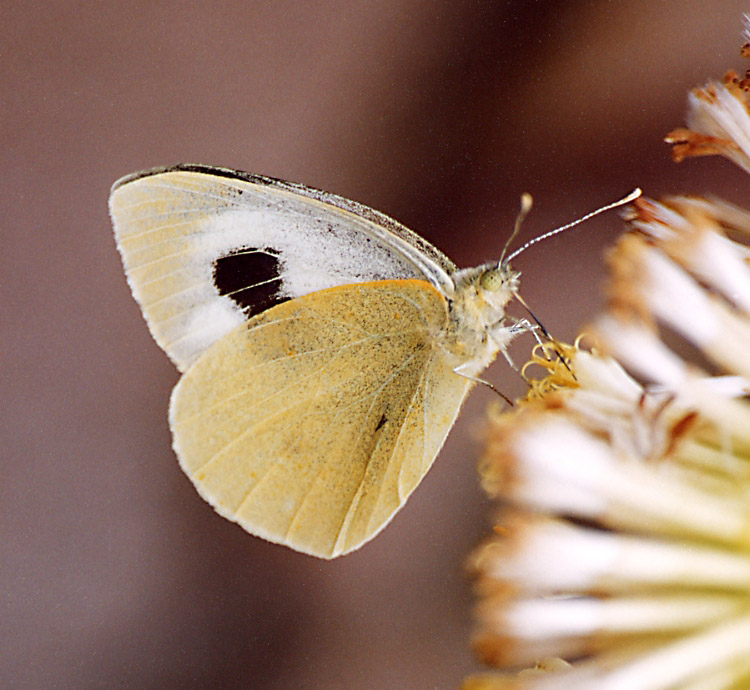
Pieris cheiranthi
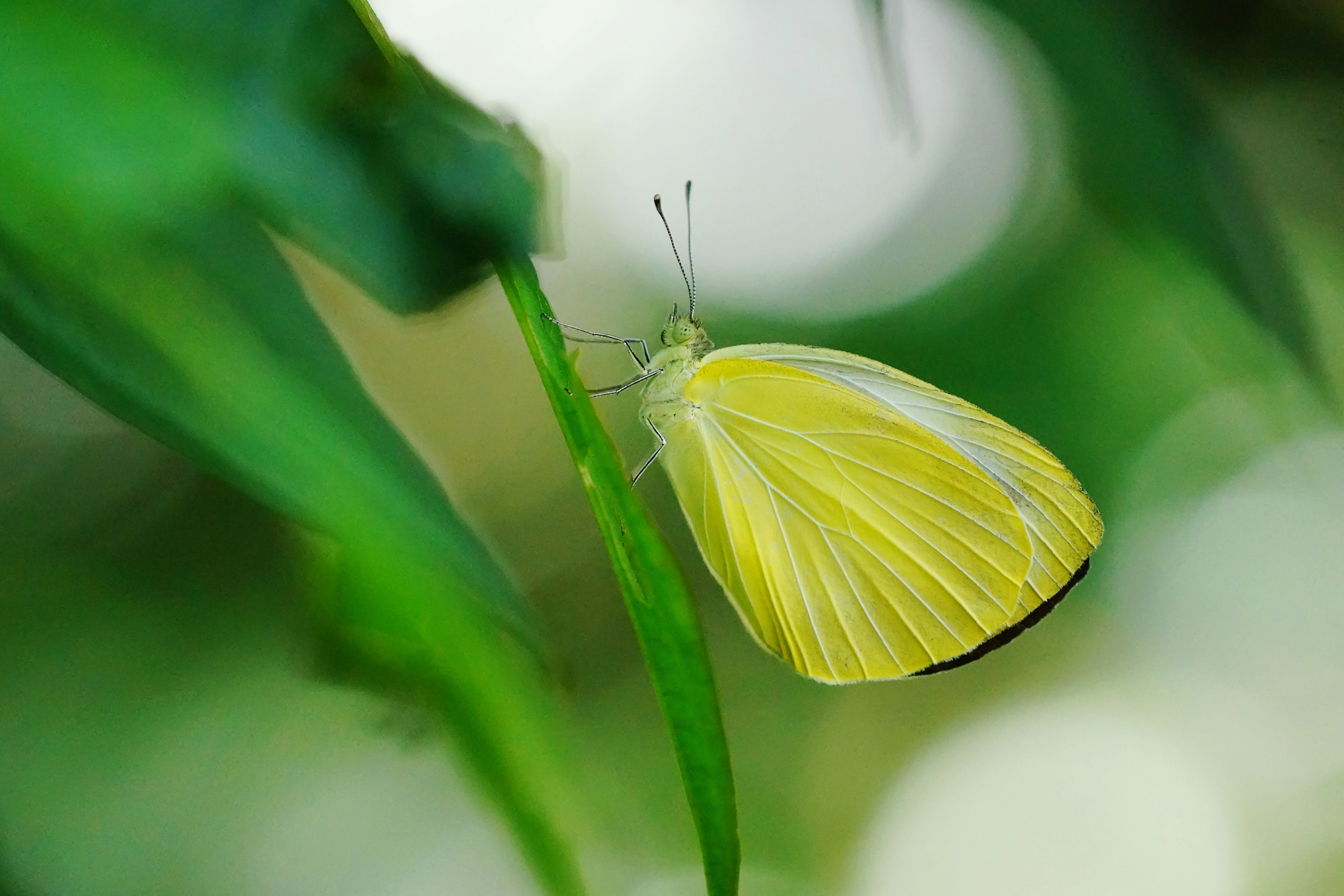
Pieris naganum
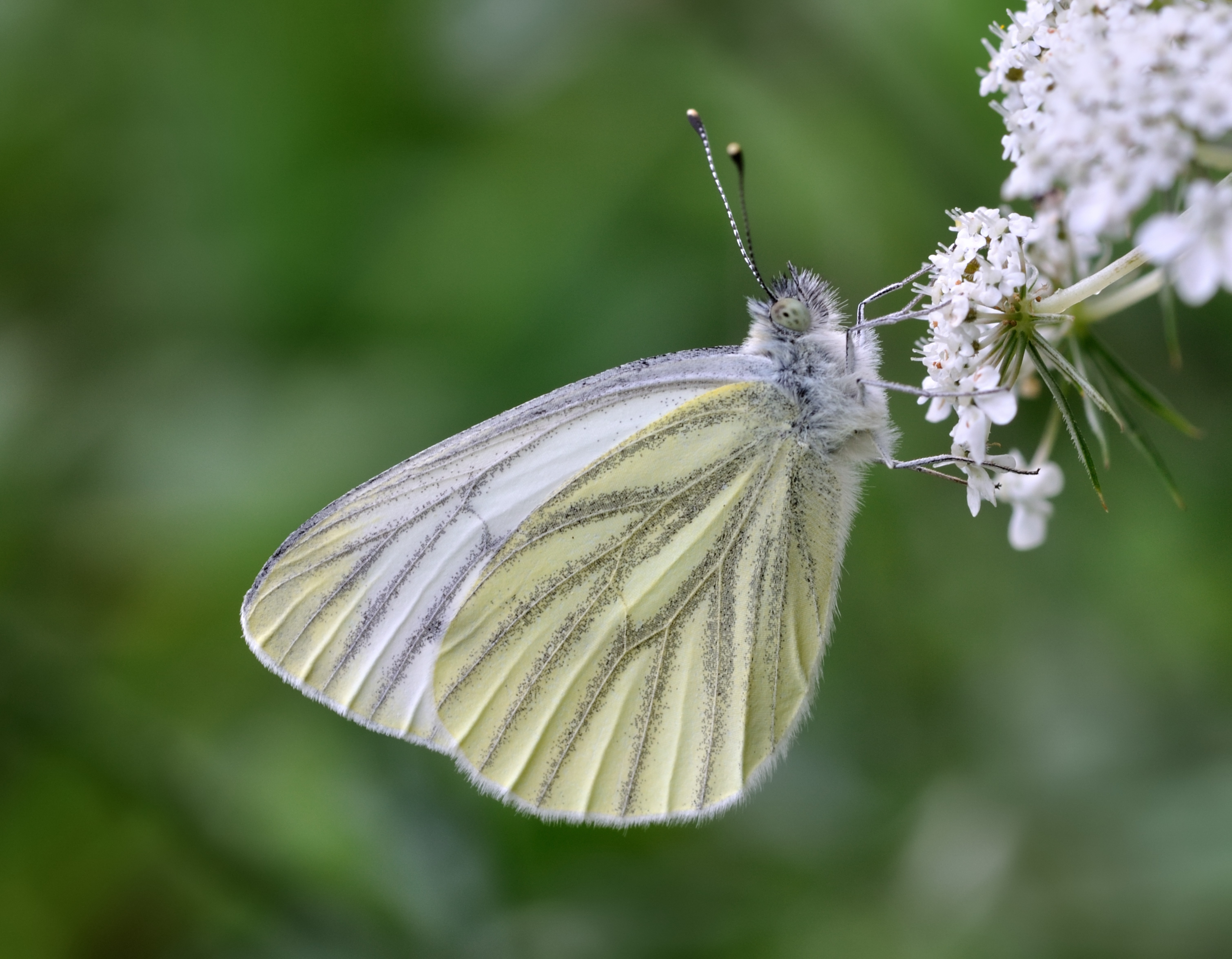
Pieris napi
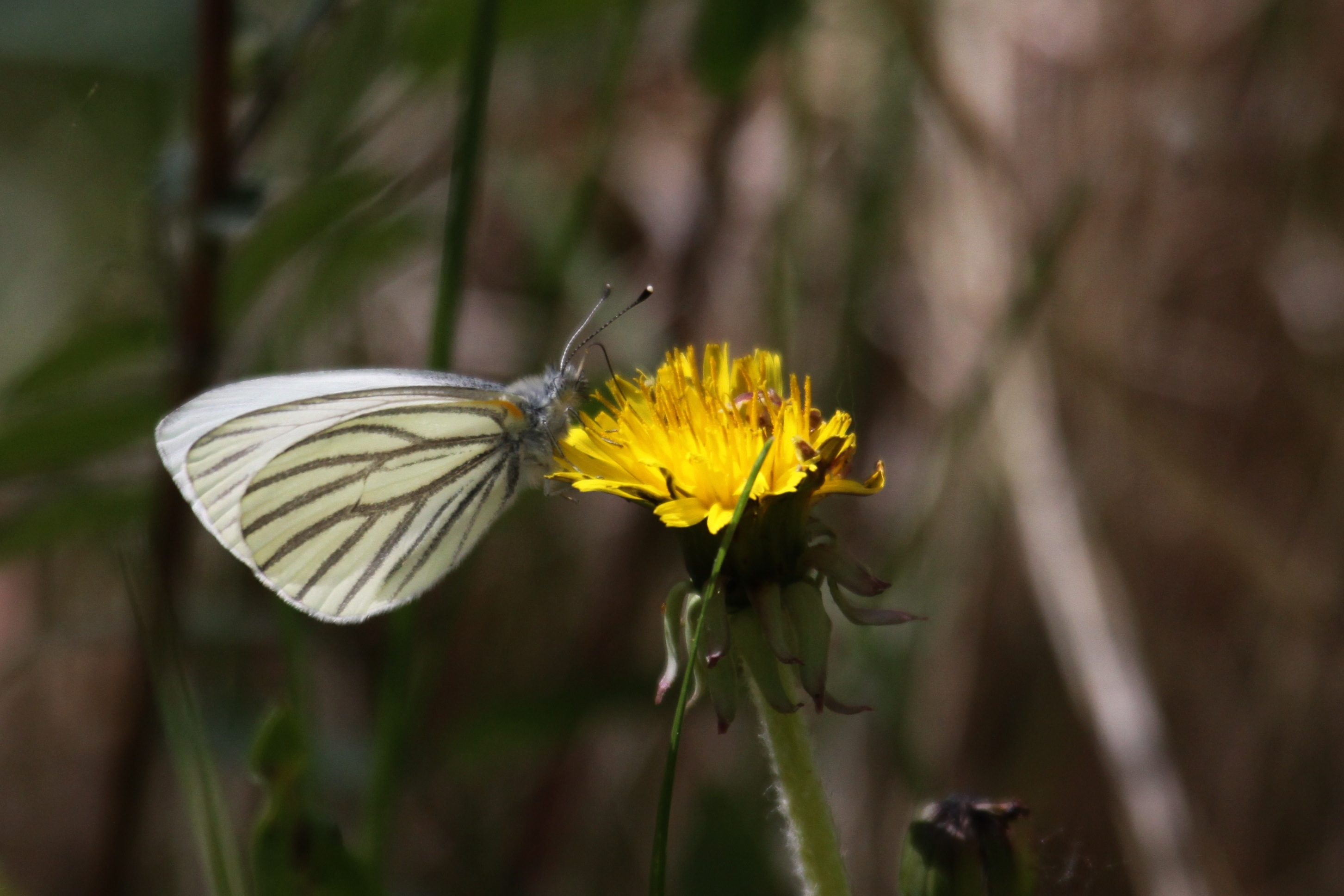
Pieris oleracea
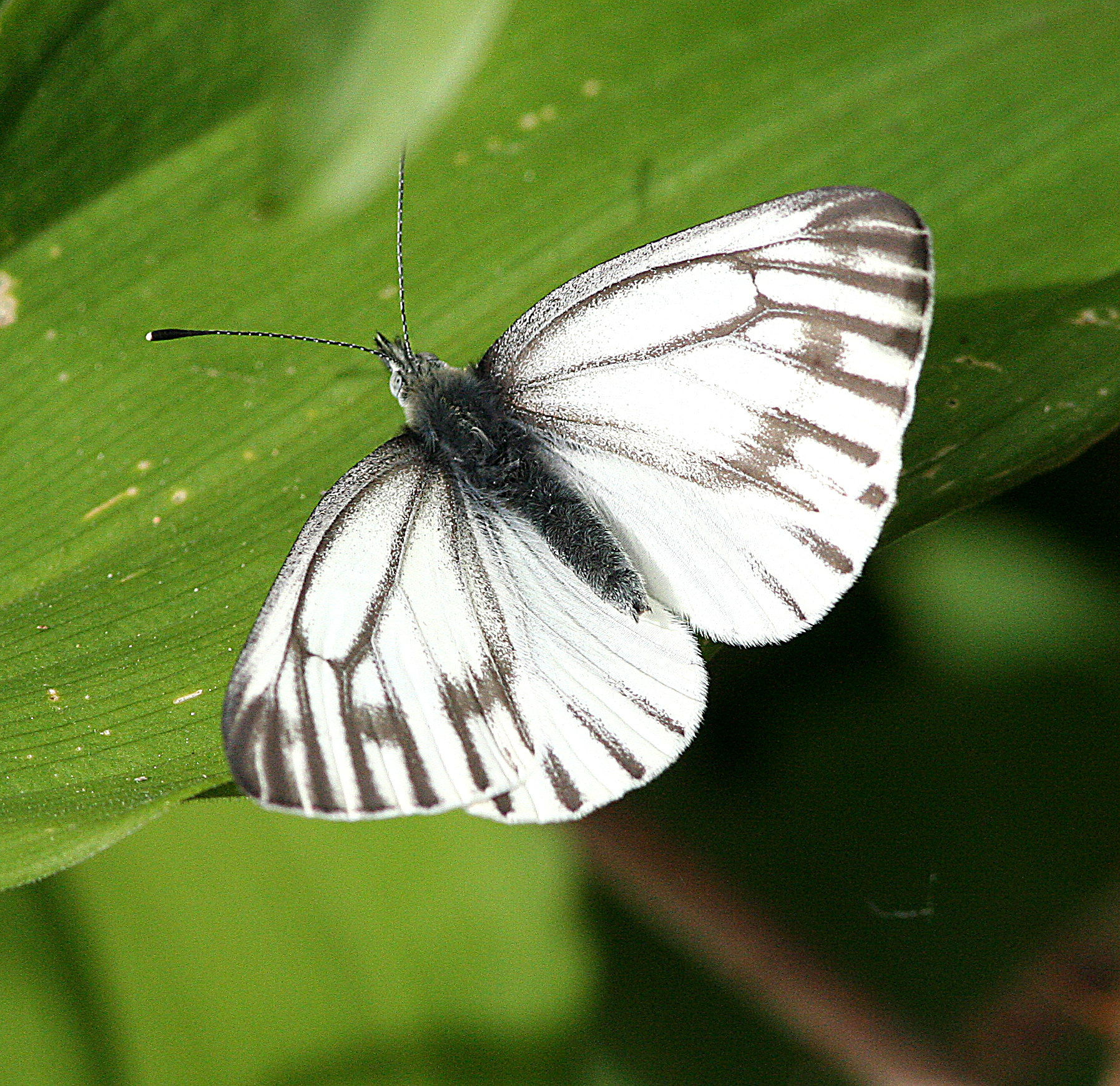
Pieris marginalis
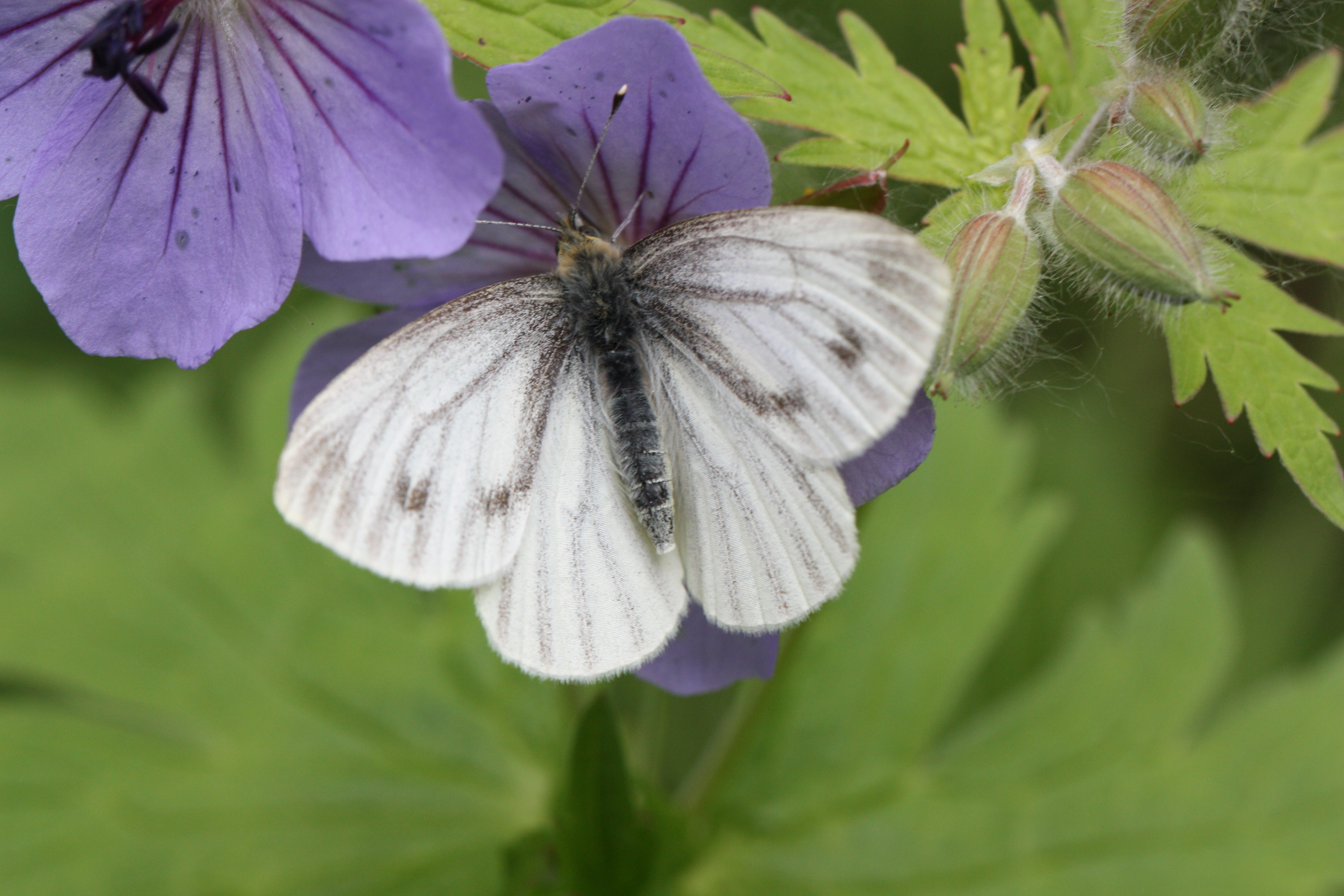
Pieris angelika
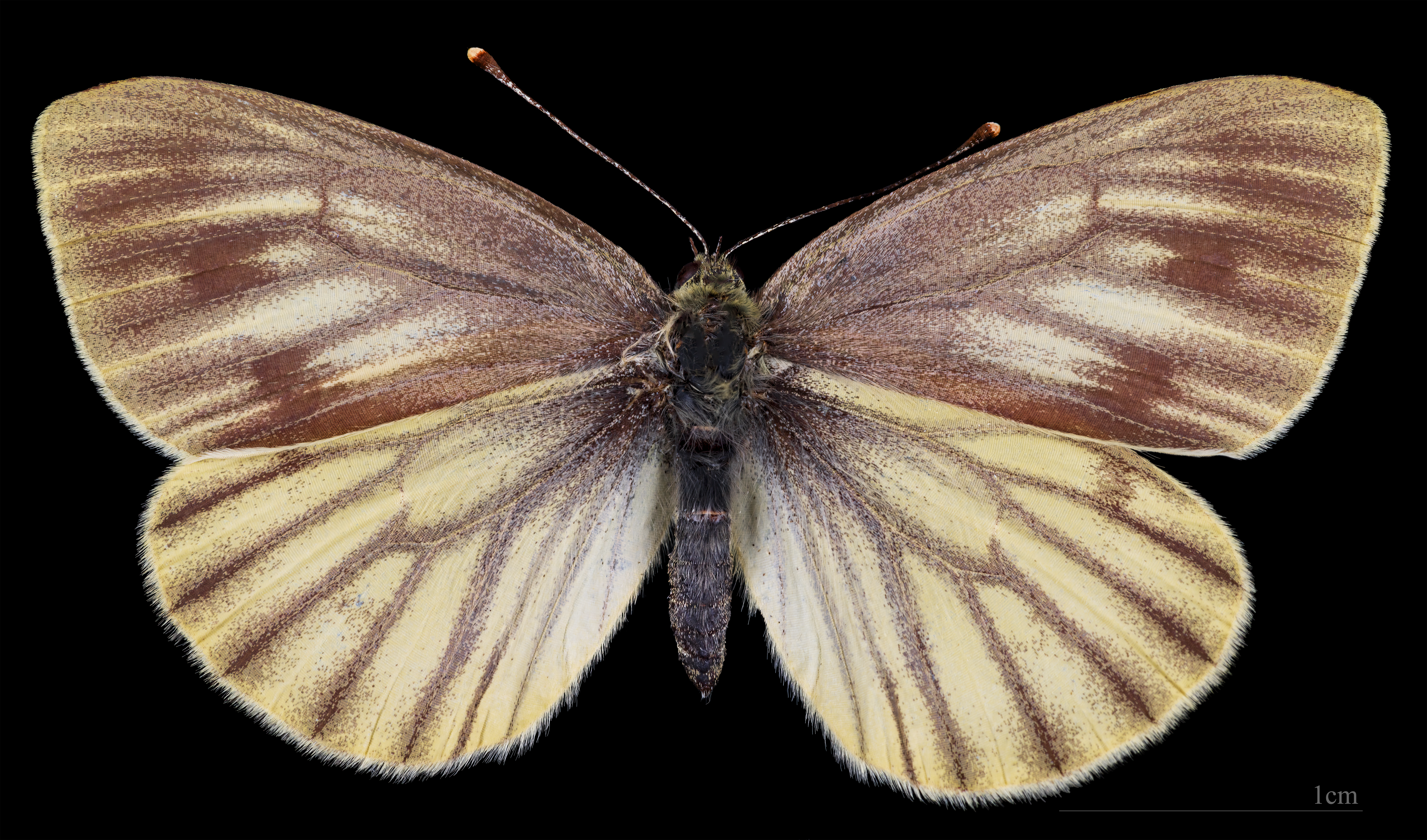
Pieris bryoniae
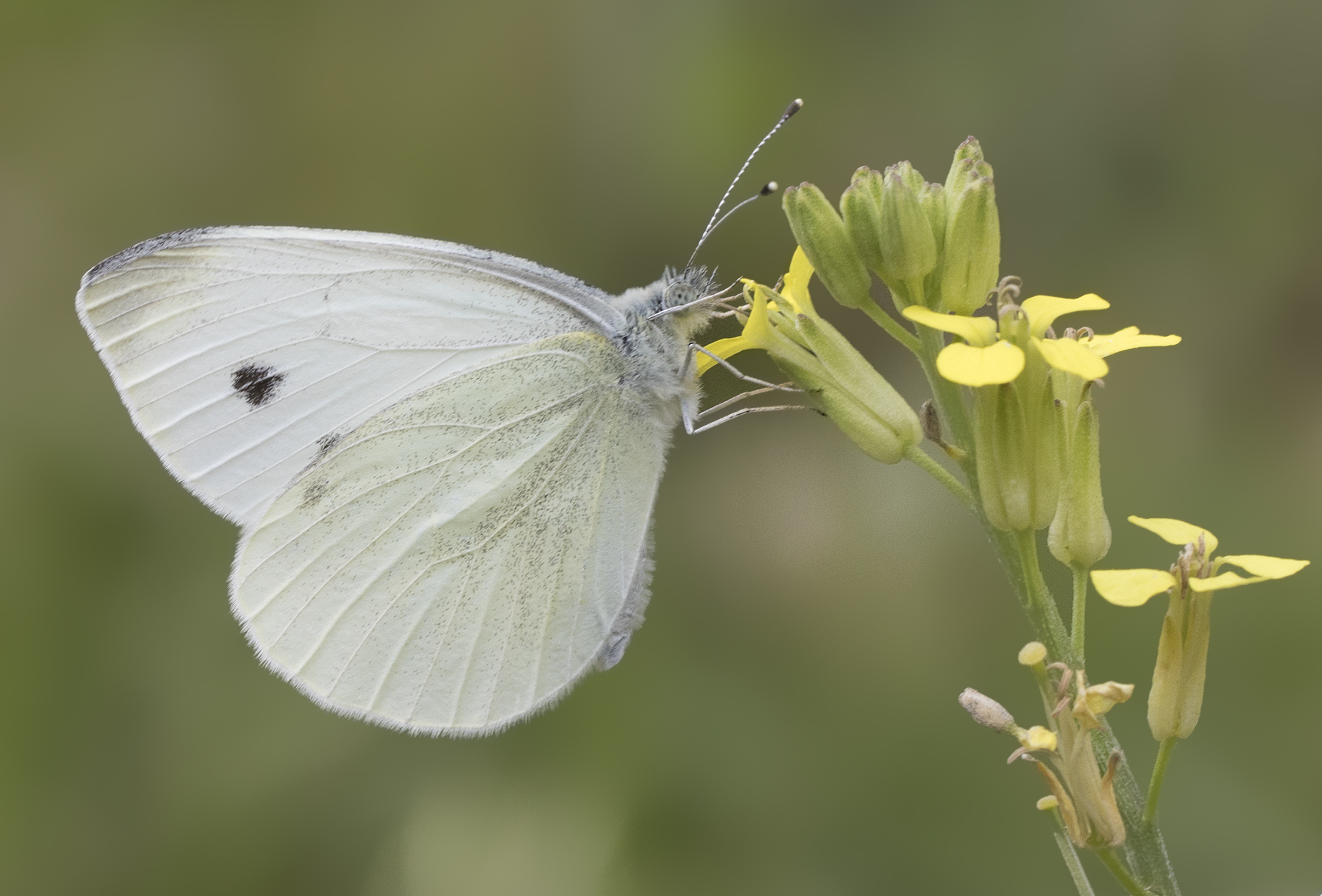
Pieris pseudorapae
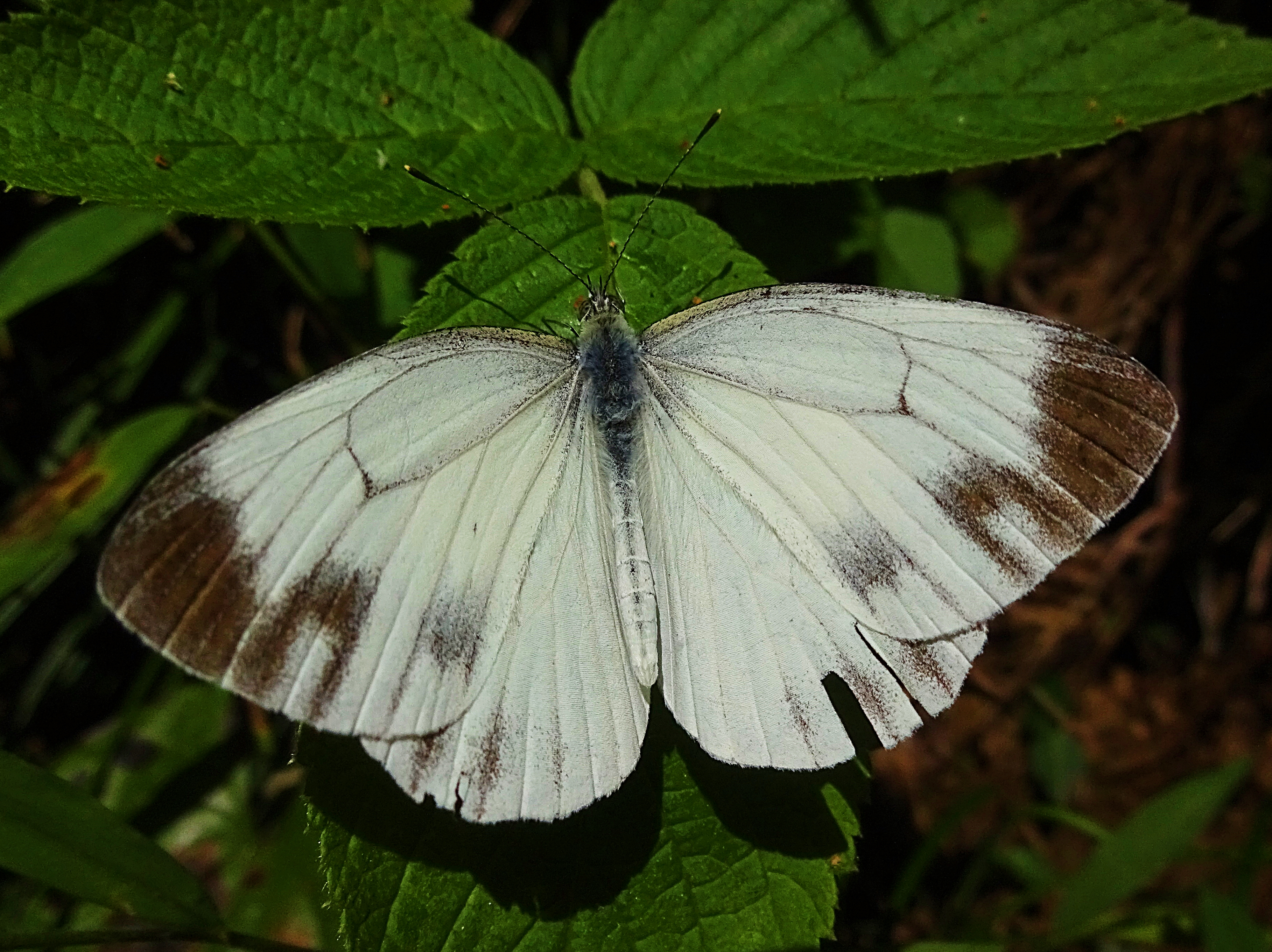
Pieris melete
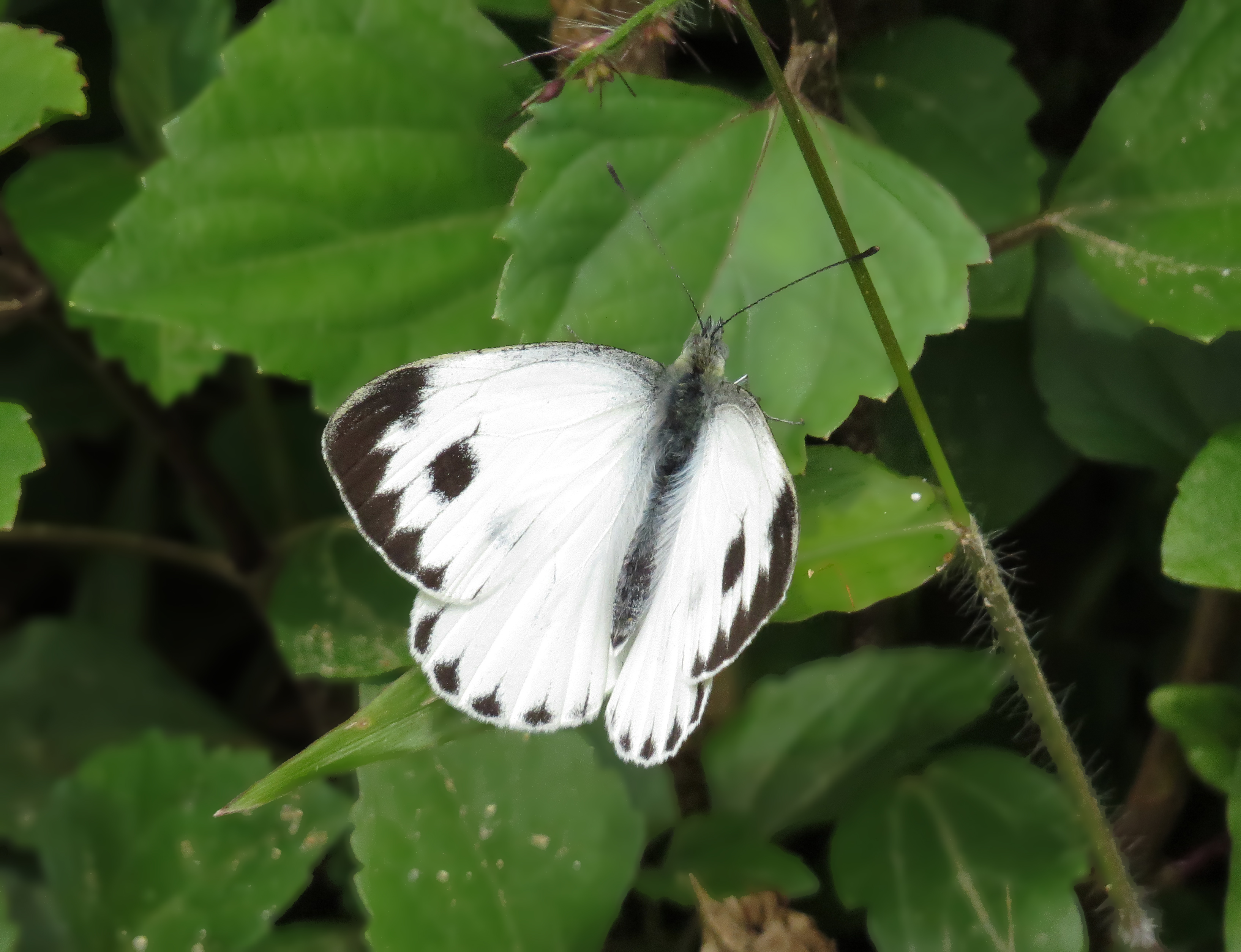
Pieris canidia
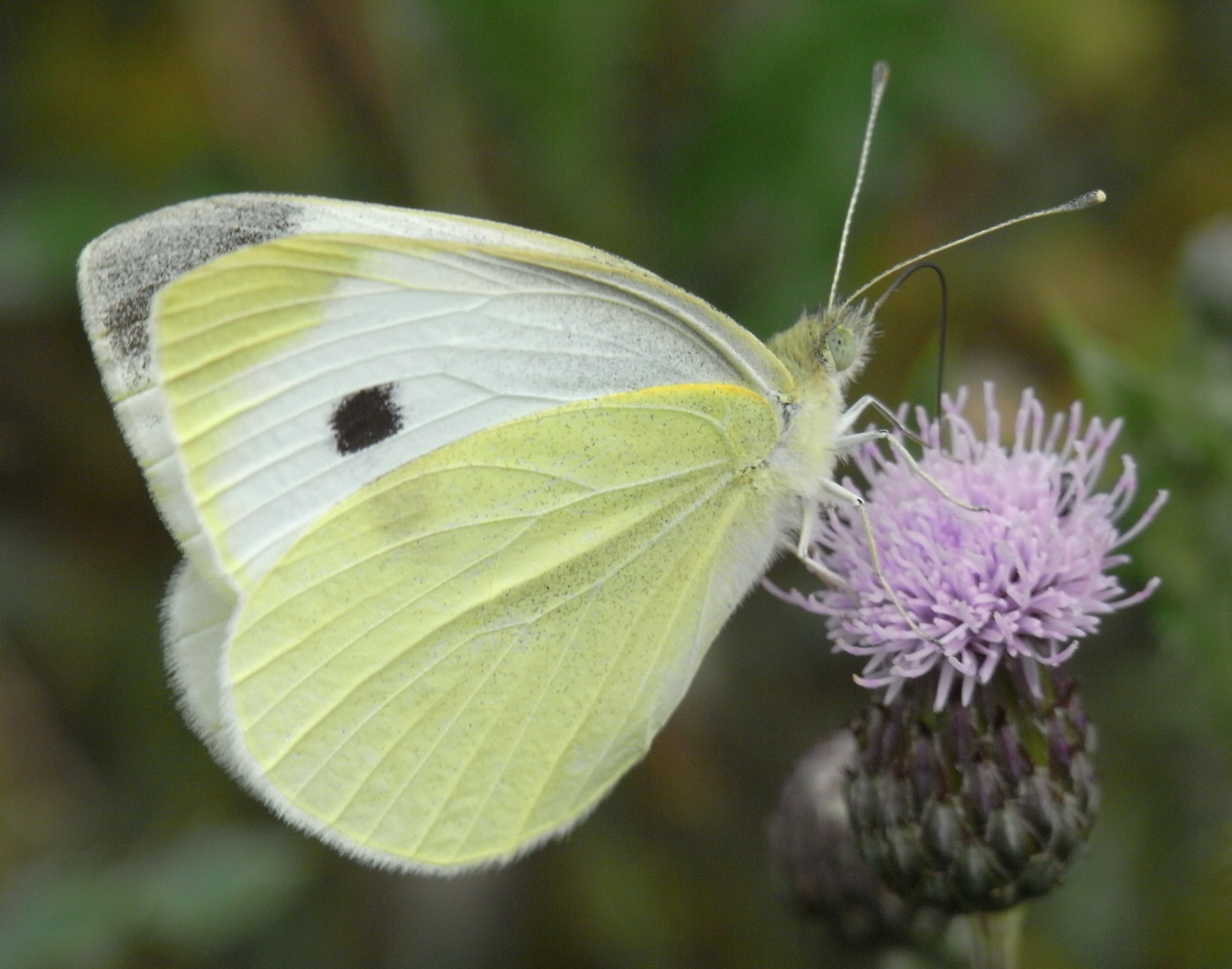
Pieris rapae
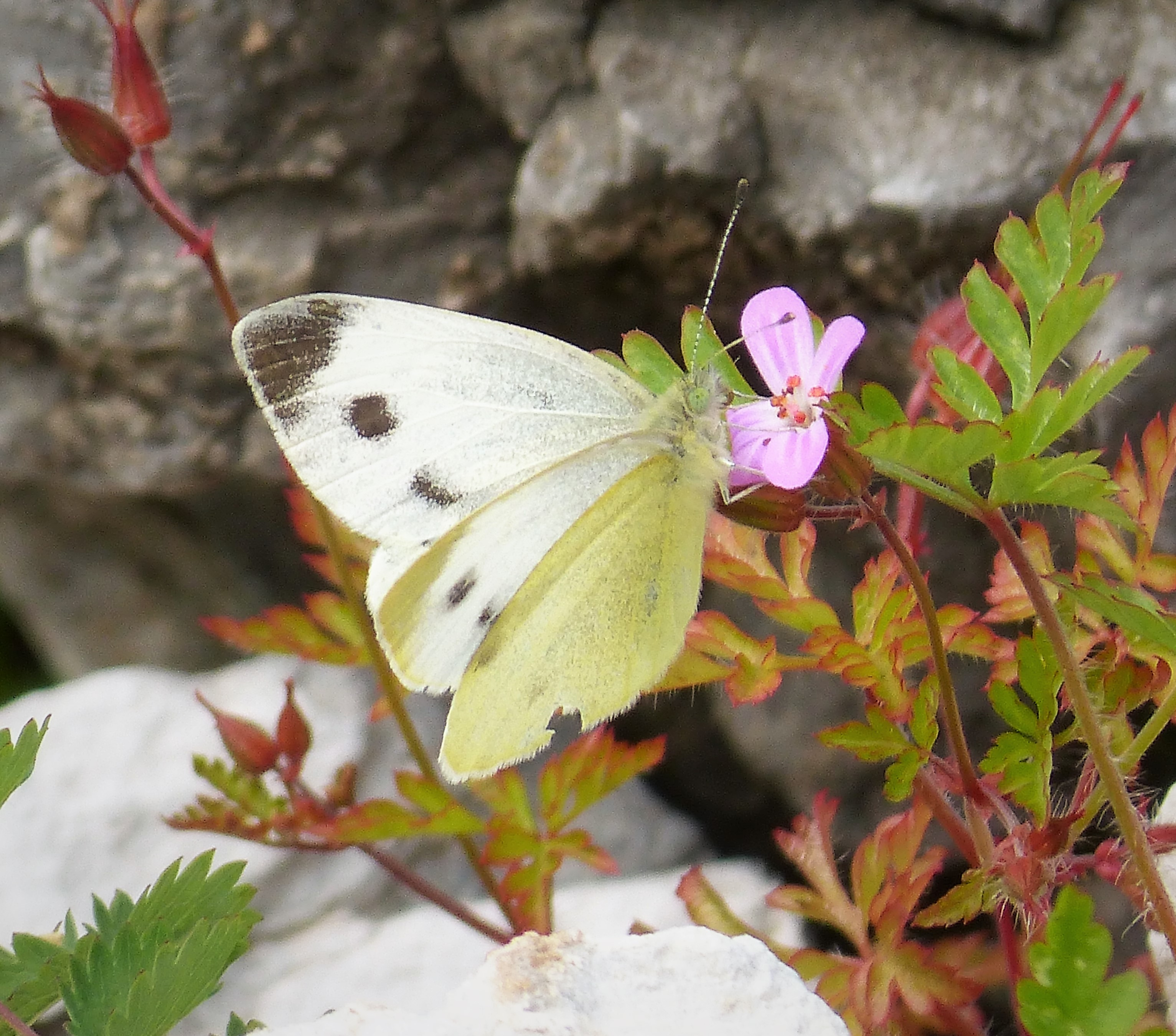
Pieris mannii
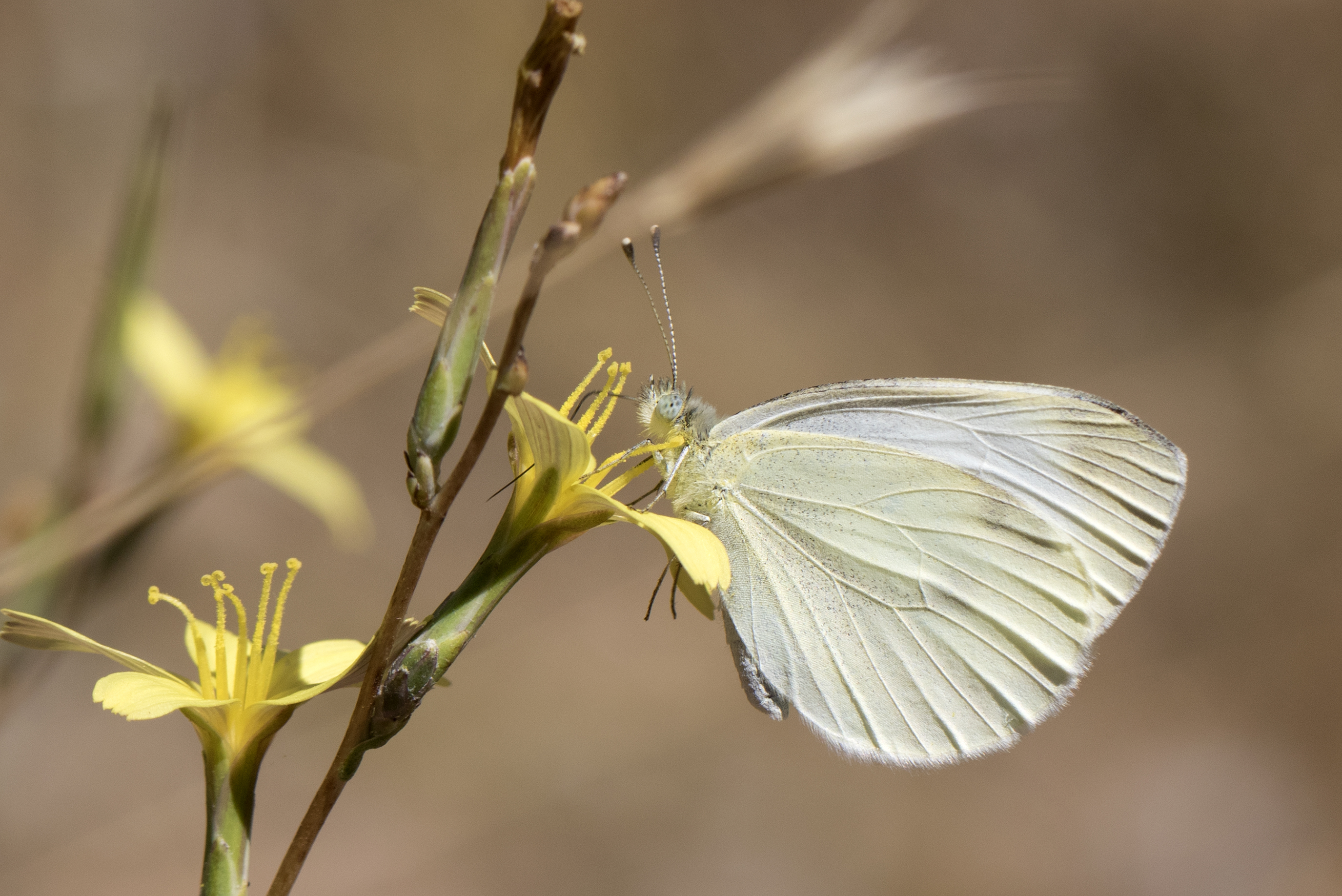
Pieris ergane
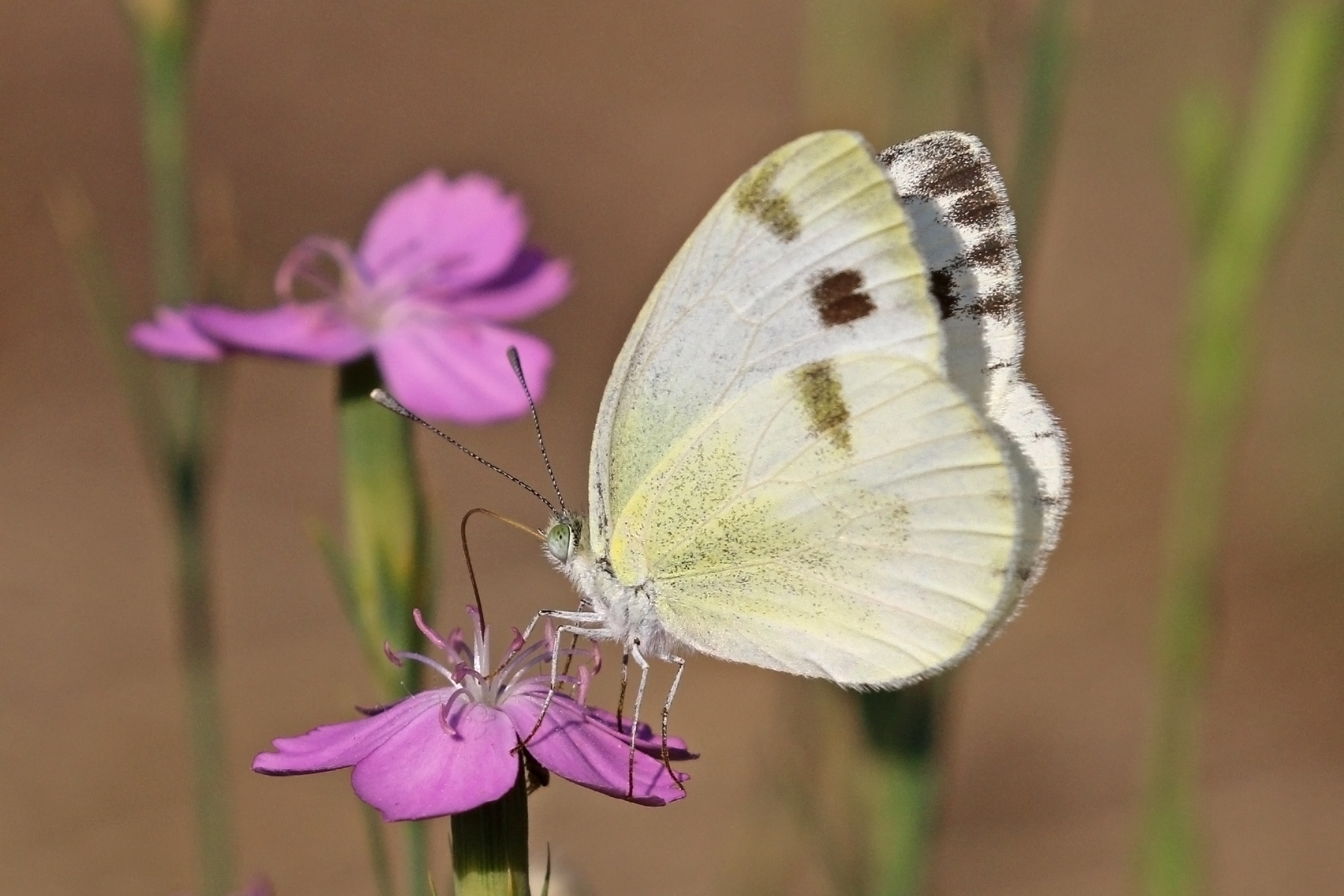
Pieris krueperi
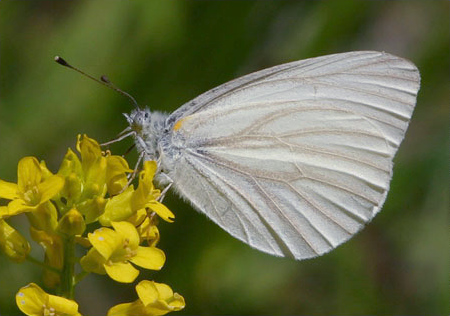
Pieris virginiensis
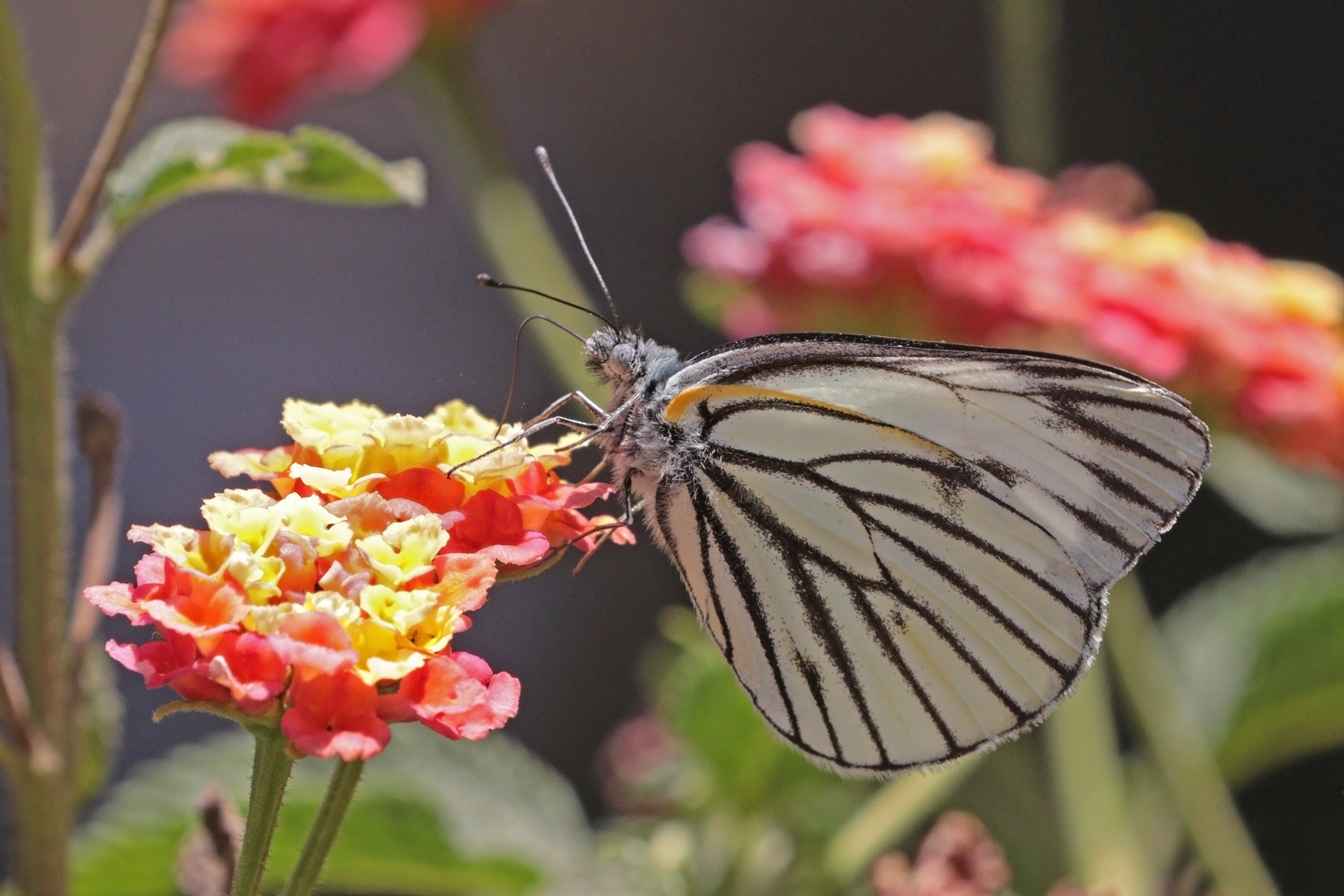
Pieris brassicoides

## Systématique
Le genre Pieris a été décrit par le naturaliste allemand Franz von Paula Schrank en 1801,. Ce pionnier de l'entomologie a nommé les papillons en s'inspirant de la mythologie grecque, qu'il a bien étudiée, et en l'occurrence des Piérides,.
L'espèce type du genre Pieris est Papilio brassicae Linnaeus, 1758. Pieris est le genre type de la famille des Pieridae.
On recense les synonymes suivants :
- Mancipium Hübner, [1806][5] (invalide ; espèce type : Papilio brassicae Linnaeus)
- Danaus Oken, 1815 (indisponible)
- Ganoris Dalman, 1816[6] (espèce type : Papilio brassicae Linnaeus)
- Andropodum Hübner, 1822[7] (espèce type : Papilio brassicae Linnaeus)
- Tachyptera Berge, 1842[8] (espèce type : Papilio brassicae Linnaeus)
- Artogeia Verity, 1947[9] (espèce type : Papilio napi Linnaeus)
- Talbotia Bernardi, 1958[10] (espèce type : Mancipium naganum Moore)